# Loukkojärvi (sjö i Norra Österbotten, lat 65,13, long 26,13)
Loukkojärvi är en sjö i Finland. Den ligger i kommunen Uleåborg i landskapet Norra Österbotten, i den centrala delen av landet, 600 km norr om huvudstaden Helsingfors. Loukkojärvi ligger 75,8 meter över havet. Arean är 53,7 hektar och strandlinjen är 4,6 kilometer lång. Sjön  ingår i Kiminge älvs huvudavrinningsområde. 